# Greenwich Park

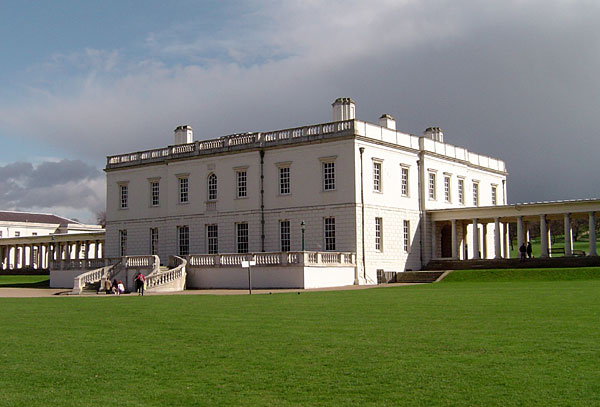
La Queen's House.

Greenwich Park è uno dei Parchi Reali di Londra, e il primo ad essere stato riconosciuto tale (nel 1433). Il Parco di Greenwich è uno dei più grandi spazi verdi della Londra meridionale. Copre 183 acri (0,70 km²). All'interno del parco è possibile osservare il fiume Tamigi e la città di Londra. In questo parco si sono svolte nel 2012 le prove degli sport equestri di salto ostacoli, dressage e concorso completo dei Giochi della XXX Olimpiade.